# Ettore Bortolotti
Ettore Bortolotti (n. 6 martie 1866 la Bologna - d. 17 februarie 1947 la Bologna) a fost un matematician italian, cu contribuții deosebite în domeniul geometriei.
În 1902 devine profesor universitar la Modena.
În lucrările sale s-a utilizat noțiunea de direcții concurente, denumite astfel de matematicianul român Alexandru Myller în 1924.
Bortolotti a efectuat numeroase cercetări în acest domeniu.
A stabilit în geometria varietăților neolonome, cunoscuta formulă de torsiune geodezică.
De asemenea, a descoperit noțiunea de torsiune de paralelism.

## Scrieri
- 1939: I primi algorithmi infiniti nelle opere dei matematici italiani del secolo XVII
- 1950: Storia della matematica elementare
- L'Opera geometrica de Evangelista Torricelli.

De lucrările lui Bortolotti s-a ocupat matematicianul român Tiberiu Mihăilescu.